# Samuel Gary Hendry
Samuel Gary Hendry (* 27. August 1999) ist ein kanadischer Skilangläufer.

## Werdegang
Hendry startete im Dezember 2016 in Vernon erstmals im Nor-Am-Cup, wobei er den 73. Platz im Sprint errang. In der Saison 2018/19 belegte er bei den Junioren-Skiweltmeisterschaften 2019 in Lahti den 21. Platz über 10 km Freistil, den 20. Rang im 30-km-Massenstartrennen sowie den 11. Platz mit der Staffel und wurde im März 2019 kanadischer Meister im 50-km-Massenstartrennen. In den folgenden Jahren lief er bei den U23-Weltmeisterschaften 2020 in Oberwiesenthal auf den 18. Platz über 15 km klassisch, bei den U23-Weltmeisterschaften 2021 in Vuokatti auf den 40. Rang über 15 km Freistil und bei den U23-Weltmeisterschaften 2022 in Lygna auf den 56. Platz im Sprint, auf den 18. Rang über 15 km klassisch sowie auf den 14. Platz mit der Staffel. In der Saison 2022/23 wurde er bei der US Super Tour in Sun Valley Dritter über 10 km Freistil und startete bei der Tour de Ski 2022/23 erstmals im Skilanglauf-Weltcup, wobei er mit 48. Platz seine ersten Weltcuppunkte erringen konnte. Im Februar 2024 kam er in Canmore mit dem 30. Platz im 15-km-Massenstartrennen und den 21. Rang im 20-km-Massenstartrennen erneut in die Punkteränge.

## Siege bei Continental-Cup-Rennen
| Nr. | Datum         | Ort        | Disziplin                   | Serie      |
| --- | ------------- | ---------- | --------------------------- | ---------- |
| 1.  | 19. März 2019 | Gatineau 1 | 50 km klassisch Massenstart | Nor-Am Cup |